# Las dos y media y... veneno
Las dos y media y... veneno es una película española, género de comedia negra, dirigida por Mariano Ozores, y estrenada en 1959.
Es la ópera prima de Mariano Ozores, prolífico director que casi dirigió cien películas durante su trayectoria como cineasta. Aunque en el proyecto inicial el director iba a ser José Luis Ozores al final éste le cedió el puesto a su hermano Mariano y se convirtió así en su debut cinematográfico.

## Argumento
Don Senén se ha gastado en juergas la herencia de Begoña, su sobrina, que solo debía administrar. Queda por recibir un millón de pesetas, que solo será entregado a la muerte de Don Senén. 
El anciano, en complicidad con Begoña y otros dos sobrinos va a fingir su defunción mediante un certificado falso. Lo que no puede saber es que algunos de sus familiares no quieren que sea falsa y planean envenenarlo.

## Reparto completo
El reparto está compuesto por :
- José Luis Ozores como Quintín, 'El macabro'.
- Antonio Ozores como Dr. Justo Regúlez, veterinario.
- Elisa Montés como Begoña.
- Fernando Rey como Ramón.
- Teresa del Río como Paloma.
- Fernando Delgado como Marcos.
- Félix Fernández como Don Senén.
- Valeriano Andrés como dueño de la gasolinera.
- Francisco Bernal como dueño de la vaca.
- Xan das Bolas como dueño de la gallina.
- Manuel Insúa como Don Pablo.
- Terele Pávez como mujer morena en consulta del veterinario.
- Emilia Rubio como chica rubia en consulta del veterinario.
- Jesús Narro
- Enrique Montes
- Francisco García López
- Rodolfo del Campo como hombre con águila disecada.
- Isabel de Pomés como mujer parlanchina en consulta del veterinario.